# Whitesburg (Kentucky)
La ville de Whitesburg est le siège du comté de Letcher, dans l'État du Kentucky, aux États-Unis. Elle comptait 2 140 habitants lors du recensement de 2010.

## Source
- (en) Cet article est partiellement ou en totalité issu de l’article de Wikipédia en anglais intitulé « Whitesburg, Kentucky » (voir la liste des auteurs).